# آمینوکارب
آمینوکارب (Matacil) یک ترکیب شیمیایی آلی با فرمول مولکولی C11H16N2O2 است. این ماده به صورت جامد بلوری با ظاهری بی رنگ یا سفید است و بیشتر به عنوان یک حشره کش مورد استفاده قرار می‌گیرد.